# Jazz suédois
Le jazz suédois décrit l'histoire du jazz en Suède.  

## Histoire

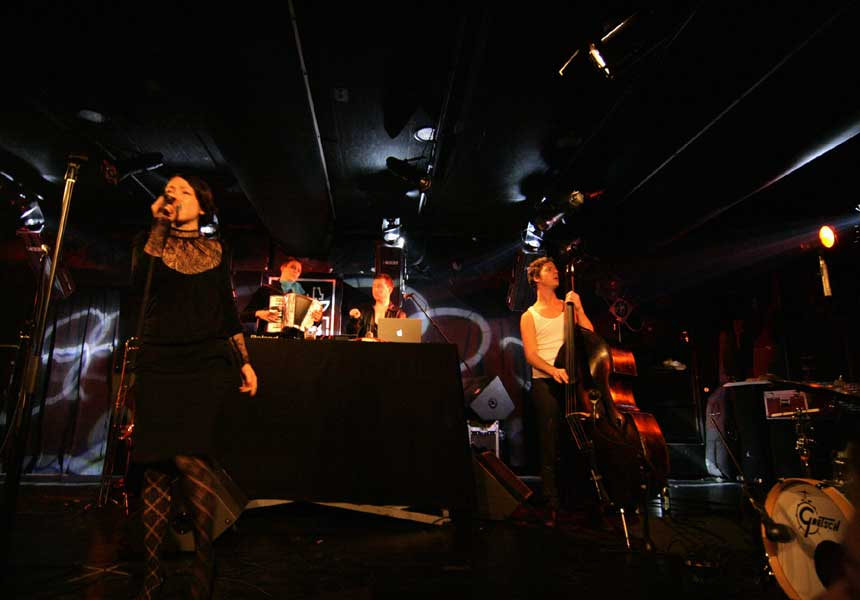
Koop, groupe de jazz électronique, ici en 2007.

Le mot « jazz » apparait en Suède en 1919. Le genre musical est introduit dans le pays dans les années 1920, décennie considérée par les Suédois comme l'« ère du jazz ». Le genre se répandra par la suite dans les salles de danse et les concerts. En 1925, un orchestre noir de jazz dirigé par Sam Wooding joue pendant deux semaines à Stockholm. La première génération de musiciens suédois de jazz comprend des noms tels que les trompettistes Ragge Läth, les frères Gösta « Smyget » et Elis « Plutten » Redlig et Gösta « Chicken » Törnblad, le violoniste Folke « Göken » Andersson et les saxophonistes/clarinettistes Tony Mason et Olle Henricson (tous nés entre 1900 et 1910). En parallèle, les genres musicaux jazz Nouvelle-Orléans et blues restent totalement inconnus du public dans le pays, mais se populariseront dès les années 1930 en même temps que l'accroissement en popularité du jazz, et de l'augmentation des ventes de disques. C'est à cette époque que les premiers clubs de jazz voient le jour en Suède.
L'âge d'or du jazz suédois se situe entre 1952 et 1955. Un grand nombre d'enregistrements sont réalisés, dont beaucoup avec un cercle assez restreint de musiciens connus, comme le saxophoniste alto et clarinettiste Arne Domnérus, le saxophoniste baryton Lars Gullin, le clarinettiste Putte Wickman, le tromboniste Åke Persson, les pianistes Bengt Hallberg et Reinhold Svensson, et quelques autres. En raison de la reconnaissance internationale de leur musique, ils enregistrent de nombreux disques, qui se vendent manifestement bien. East-West Records, un ancien label discographique de jazz actif dans les années 1950, publiait des musiciens américains et suédois.
Dans les années 1960, la ville de Göteborg compte quelques groupes d'avant-garde jazz dirigés par des personnes telles que le trompettiste Enar Jonsson, les saxophonistes ténors Gilbert Holmström et Gunnar Lindgren. La situation du jazz en Suède change à bien des égards lorsque l'« âge d'or » des années 1950 transite dans les années 1960. Le genre devient différent et l'environnement social évolue vers autre chose. Parallèlement à la disparition du jazz en tant que forme populaire de musique de danse, les modes d'expression et les canaux du jazz se diversifient : il est joué lors de spectacles de ballets, de poésies, de théâtre et au cinéma.
Un festival consacré au jazz, le Stockholm Jazz Festival, est créé en 1980. 